# Korek drogowy

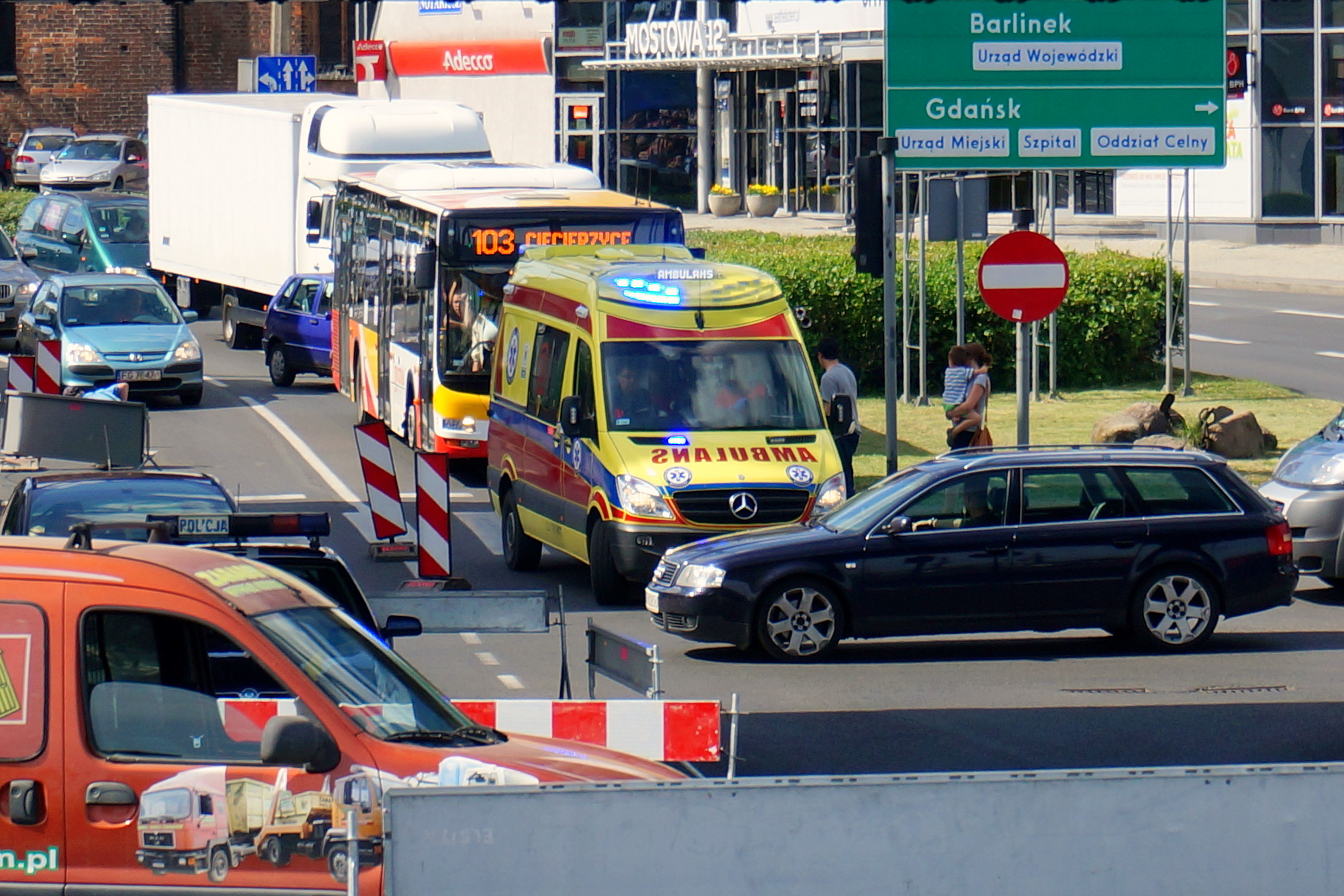
Ambulans utknął w korku

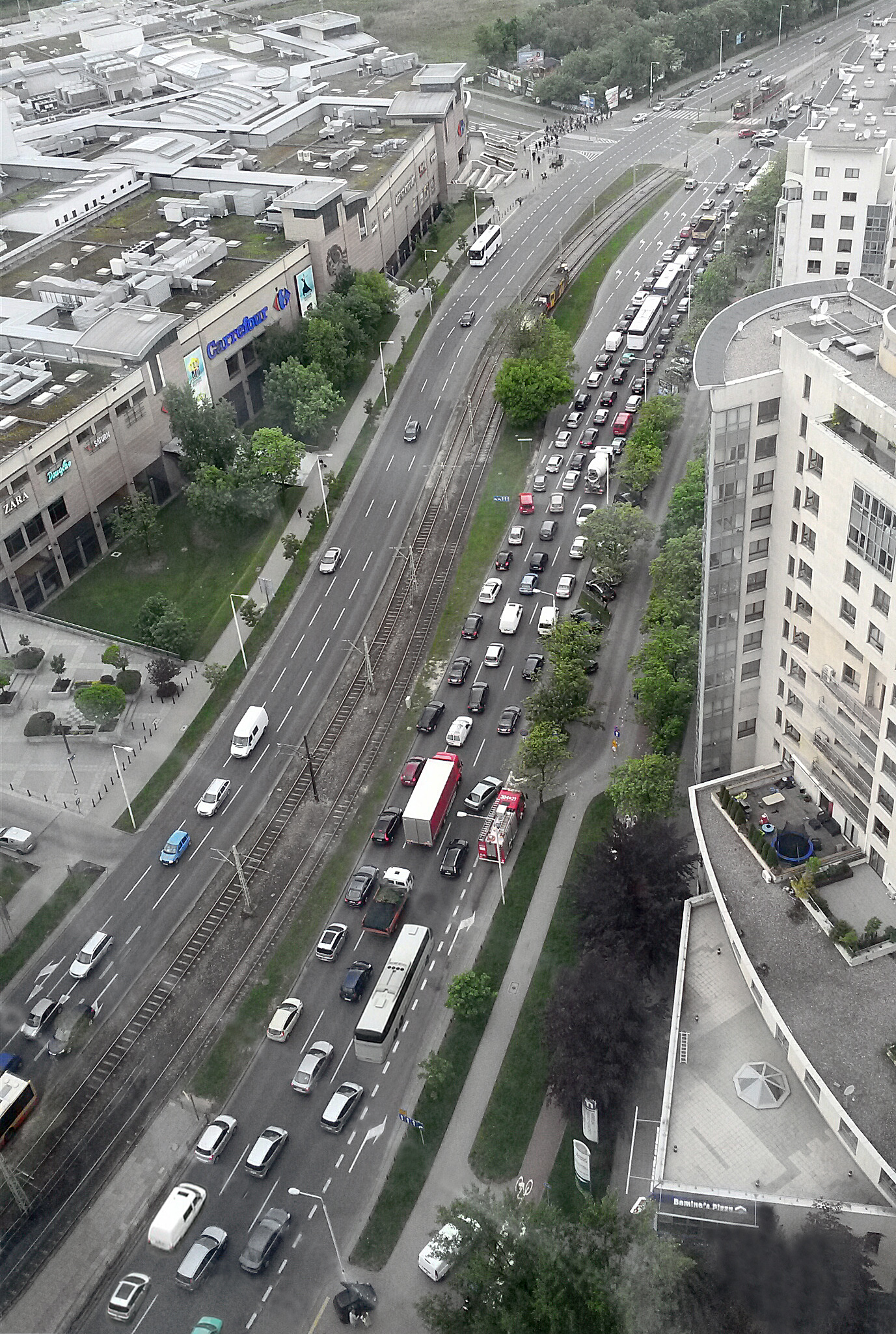
Korek na ulicy Słomińskiego w Warszawie

Korek drogowy – czasowe zatrzymanie lub znaczne spowolnienie ruchu (zator) na drodze, które spowodowane jest najczęściej przez awarię, wypadek czy nadmierny ruch drogowy.
Korek powstaje, kiedy liczba pojazdów opuszczających odcinek drogi w określonym kierunku jest mniejsza od liczby pojazdów nań wjeżdżających. Brak możliwości opuszczenia drogi przez pojazdy w przewidzianym czasie może być spowodowany niedrożnym skrzyżowaniem, ograniczeniem prędkości na odcinku lub liczby dostępnych pasów ruchu. Zjawisku kongestii towarzyszą zwiększone emisje hałasu i gazów.

## Powody utrudnień drogowych
Do głównych przyczyn zatorów ulicznych zaliczane są następujące procesy zachodzące w przestrzeni miejskiej:
- szybszy wzrost poziomu motoryzacji w strefie podmiejskiej niż w centrum
- wzrost udziału komunikacji indywidualnej kosztem zbiorowej
- wzrost ruchu w strefie podmiejskiej, w okolicach wielkopowierzchniowych obiektów handlowych (WOH), oraz między miastem a strefą podmiejską
- nierównomierny rozkład dobowy ruchu (dojazd i powrót z pracy) oraz tygodniowy (szczyt weekendowy).

## Zapobieganie powstawaniu korków
Intuicyjne rozwiązanie problemu korków – budowa dodatkowych dróg i poszerzanie istniejących – okazuje się w analizie naukowej niewłaściwe. W praktyce zachodzi bowiem zjawisko opisane przez paradoks Bressa oraz prawo Lewisa-Mogridge'a. Dodatkowe drogi paradoksalnie zwiększają korki, ponieważ prowadzą do ich intensywniejszego skupienia w najwęższych gardłach systemu. Paradoks Downsa-Thomsona opisuje ponadto, że największy wpływ na redukcję korków ma sprawność publicznego transportu zbiorowego: średni czas przejazdu prywatnym samochodem jest bezpośrednio proporcjonalny do średniego czasu przejazdu komunikacją zbiorową. Z tego powodu działania ukierunkowane na bezpośrednie, miejscowe zmniejszanie kongestii przynoszą krótkotrwały efekt. Nowa przepustowość jest impulsem do wzrostu natężenia ruchu, czego następstwem jest ponownie osiągana krytyczna przejezdność.
Do inwestycji, które mogą złagodzić utrudnienia w ruchu drogowym, należy zaliczyć:
- realizacja restrykcyjnej polityki parkingowej – poprzez np. budowę parkingów Park&Ride
- wdrożenie systemu Car-sharing
- budowę węzłów przesiadkowych
- inwestycje ukierunkowane na rozwój transportu zbiorowego, szczególnie kolej aglomeracyjną i alternatywnych środków transportu (np. rozwój rowerów publicznych zintegrowanych z komunikacją publiczną, komunikacji rowerowej na krótkich i średnich dystansach)[7]
- stworzenie „zielonej fali” na drogach głównych w celu usprawnienia płynności ruchu.

Europejska Federacja Cyklistów (ECF), powołując się na badania lokalne z Europy i USA, wskazuje na wpływ jazdy na rowerze dla zmniejszenia zatorów komunikacyjnych:
- usprawnienie ruchu rowerowego doprowadziło do zmniejszenia ruchu samochodowego o 45% i przyspieszenia transportu publicznego w Kopenhagadze,
- velostrady skróciły czas spędzany w korkach o 3,8 mln godzin w Holandii,
- sieć velostrad (autostrad rowerowych) zmniejszyła zapotrzebowanie na 50 000 przejazdów samochodem dziennie w Zagłębiu Ruhry.

## Praktyczne sposoby na omijanie zatorów
Wymiana informacji o korkach odbywa się między kierowcami za pomocą radia amatorskiego CB, informacji ogłaszanych przez rozgłośnie radiowe (w tym system TMC) oraz udostępnianych przez Internet w ramach aplikacji nawigacji samochodowych lub aplikacji mobilnych wykorzystujących GPS - w Polsce najpopularniejsze: Yanosik, Waze, Google Maps, Apple Maps, Here WeGo, Automapa, Tom Tom, NaviExpert.

## Korki na świecie
Korki pojawiają się regularnie w większych miastach czy na najbardziej uczęszczanych odcinkach autostrad. Według badań amerykańskiej firmy INRIX, najbardziej zakorkowanymi miastami na świecie są od lat są metropolie europejskie oraz amerykańskie. Lista najbardziej zakorkowanych miast oraz państw na świecie:
| 1. Bruksela (Belgia) 2. Antwerpia (Belgia) 3. Los Angeles (USA) 4. Mediolan (Włochy) 5. Londyn (Wielka Brytania) 6. Paryż (Francja) 7. Honolulu (USA) 8. Rotterdam (Holandia) 9. Manchester (Wielka Brytania) 10. San Francisco (USA) 11. Wrocław | 1. Belgia 2. Holandia 3. Wielka Brytania 4. Włochy 5. Francja 6. Kanada 7. Luksemburg 8. Niemcy 9. Szwajcaria 10. Austria |

## Konsekwencje finansowe kongestii
W Stanach Zjednoczonych ekonomiczne koszty zatorów ulicznych, zużytej energii i straconego czasu, oszacowano na blisko 150 miliardów dolarów rocznie (tyle co roczne PKB Węgier). Koszty związane ze zdrowiem społeczeństwa oszacowano na kolejne 300 miliardów dolarów.
ECF informuje, że całkowite koszty zatorów komunikacyjnych dla gospodarki Unii Europejskiej (UE) szacuje się na ponad 240 mld EUR rocznie, czyli prawie 2 % Produktu Krajowego Brutto UE.

### Polska
Raport Deloitte i Targeo.pl (2014) wskazał, że biorąc za kryterium czas i koszty, najbardziej narażeni na korki są kierowcy w Krakowie, Wrocławiu i Poznaniu. Straty finansowe spowodowane korkami w 7 największych miastach Polski są szacowane na 3,46 mld zł rocznie. Według raportu średni dzienny koszt na kierowcę spowodowany korkami w 2013 r. wynosił 11 złotych.
W rankingu TomTom z 2019 roku najbardziej zakorkowanych miast świata, 7 polskich miast znalazło się w pierwszej setce na 400 badanych. Najbardziej zakorkowana w Polsce jest Łódź, która ulokowała się globalnie na 15 miejscu. Pozostałe 6 z pierwszej setki to: Kraków, Poznań, Warszawa, Wrocław, Bydgoszcz i Trójmiasto.  Według badań kierowcy tracą dodatkowo od 8 do 26 min. na dojazdy ze względu na korki.

## Znaki drogowe

Znak drogowy A-33

Polskie prawo o ruchu drogowym obejmuje znak drogowy „A-33 - Zator drogowy”, informujący o tworzeniu się zatorów. Znak ten stawiany jest przed odcinkami dróg, na których ze względu na wzmożony ruch pojazdów często ma miejsce tamowanie ruchu, a unieruchomione samochody mogą nie być wtedy w odpowiednim czasie zauważone przez kierowców pojazdów, które nadjeżdżają. Często jednak znak ten ustawiony jest „na stałe”, niezależnie od rzeczywistej sytuacji drogowej, w miejscach szczególnie często tworzących się korków drogowych.

## Ciekawostki
Najdłuższym zanotowanym korkiem na świecie był zator w São Paulo 23 maja 2014 roku. Sięgał on długości 344 kilometrów.

## Zobacz także
- Poziom swobody ruchu
- Paradoks Braessa